# Список епізодів серіалу «Озарк»
«Озарк» (англ. Ozark) — американський кримінально-драматичний вебсеріал, створений Біллом Дюбюком і Марком Вільямсом для Netflix, який розповідає про подружню пару (Джейсон Бейтман і Лора Лінні), яка змушена переселити свою сім'ю до Озарка після того, як план з відмивання грошей провалився.
Перший сезон з десяти епізодів став доступним для перегляду 21 липня 2017 року. Другий сезон з десяти епізодів випустили 31 серпня 2018 року. 10 жовтня 2018 року серіал продовжили на третій сезон з десяти епізодів, який вийшов 27 березня 2020 року.

## Огляд сезонів
|   | 1 | 10 | 10             | 21 липня 2017   | 21 липня 2017   | 21 липня 2017   |
|   | 2 | 10 | 10             | 31 серпня 2018  | 31 серпня 2018  | 31 серпня 2018  |
|   | 3 | 10 | 10             | 27 березня 2020 | 27 березня 2020 | 27 березня 2020 |
|   | 4 | 14 | 7              | 21 січня 2022   | 21 січня 2022   | 21 січня 2022   |
| 7 | 4 | 14 | 29 квітня 2022 | 29 квітня 2022  | 29 квітня 2022  |                 |

## Епізоди

### Перший сезон (2017)
| № серії (загалом) | № серії (в сезоні) | Назва серії                                       | Режисер(и)      | Сценарист(и)                                                 | Оригінальна дата виходу |
| --- | ------------------ | ------------------------------------------------- | --------------- | ------------------------------------------------------------ | ----------------------- |
| 1 | 1                  | «Солодкий кіл» «Sugarwood»                        | Джейсон Бейтман | Історія: Білл Дюбюк і Марк Вільямс Телеадаптація: Білл Дюбюк | 21 липня 2017           |
| Марті Бьорд і його діловий партнер Брюс Лідделл — чиказькі фінансові консультанти, які відмивають гроші для мексиканського наркокартелю. Брюс і власники транспортної компанії вкрали 8 мільйонів доларів, через що бос картелю Дель убив їх, а також наречену Брюса Ліз. Щоб врятуватися, Марті використовує рекламний флаєр, який показав йому Брюс, коли той спонтанно заявляв, що Озарк є потенційно хорошим місцем для відмивання. Він запевняє Деля в тому, що якщо йому збережуть життя, то він відмиє 500 мільйонів доларів за п’ять років. Частково переконаний, Дель дає Марті два дні для того, щоб повернути 8 мільйонів доларів, які вкрав Брюс. Бьорду вдається це зробити завдяки ліквідації всіх своїх активів і закриттю всіх рахунків компанії. Після цього Дель каже Марті переселити його сім’ю в Озарк і довести свої слова, відмивши 8 мільйонів доларів за три місяці. У дружини Марті, Венді, роман із Гарі «Шугарвудом» Сілвербергом. Вона прислухається до його поради покинути чоловіка, забрати їхніх двох дітей і якнайбільше грошей, що змушує Деля вбити Сілверберга як попередження Венді, щоб вона зберігала сім’ю. |                    |                                                   |                 |                                                              |                         |
| 2 | 2                  | «Голубий сом» «Blue Cat»                          | Джейсон Бейтман | Історія: Білл Дюбюк і Марк Вільямс Телеадаптація: Білл Дюбюк | 21 липня 2017           |
| Марті, Венді і їхні діти прибувають в Озарк і починають зустрічатися з місцевими жителями, зокрема декількома членами сім’ї Ленгмор, які працюють у готелі, де вони зупинились. Марті намагається знайти місцеві підприємства, в які він міг би інвестувати, щоб почати відмивати гроші для картелю, в той час як Венді шукає житло. Шарлотта і Джона нехтують вказівками їхніх батьків охороняти номер в готелі, водночас Шарлотту обхитрюють Рут і Ваятт Ленгмори. Рут проникає у вільний номер готелю і краде частину з восьми мільйонів доларів, які Марті повинен відмивати. Марті ризикує своїм життям, щоб повернути гроші від Рут, Ваятта та інших Ленгморів. ФБР виявляє останки Брюса та інших людей, яких вбили разом із ним, через що вони підозріло ставляться до раптового переїзду Марті з Чикаго. Агент Рой Петті вирішує слідувати за Марті в Озарк, оскільки впевнений, що він якось причетний. Марті думає про здійснення самогубства, через що Венді зможе отримати страхування життя і втекти з дітьми, але змінює свою думку після того, як виявляє, що бар і готель «Блю Кет» можуть стати підхожим місцем для інвестицій. |                    |                                                   |                 |                                                              |                         |
| 3 | 3                  | «Мій вислизущий сон» «My Dripping Sleep»          | Деніел Сакгайм  | Раян Фарлі                                                   | 21 липня 2017           |
| Бьорди переїжджають в дім на березі озера, а Бадді, невиліковно хворий власник дому, переселяється в підвал. Агент ФБР Тревор Еванс, колишній хлопець Роя, дотримується його вказівок щодо того, як звертатися до Бьордів, які не залякані і продовжують відстоювати свою невинність. Бьорди дізнаються, що Брюс, який крав гроші, також був інформатором ФБР. Тревор бачить, що Рой стає одержимим, передбачаючи подальші проблеми для Бьордів. Шарлотті і Джоні розповідають справжню причину їхнього переїзду в Озарк, через що Джона проводить онлайн дослідження, щоб дізнатися більше про картель. Венді знаходить роботу стейджером для місцевого рієлтора, з яким вона мала справу, коли купувала дім Бадді. Співбесіда Шарлотти на роботу не закінчується добре через те, що вона помічає Ваятта біля магазину і б’є його, щоб відплатити йому за його хитрість в історії з готелем. Марті починає свою діяльність у «Блю Кет», незважаючи на підозри з боку Рейчел, головного власника. Рут використовує інформацію про гроші Бьорда, щоб переконати Марті найняти її посудомийкою в «Блю Кет», а також інформує її кузенів і дядьків, що вона планує дізнатися про операцію Марті з відмивання грошей, а потім вбити його і забрати гроші.                                                                         |                    |                                                   |                 |                                                              |                         |
| 4 | 4                  | «Сьогодні ми імпровізуємо» «Tonight We Improvise» | Деніел Сакгайм  | Пол Колсбі                                                   | 21 липня 2017           |
| Марті збирає інформацію про збитковий стриптиз-клуб «Лікеті Сплітс». Попри те, що до цього власник йому відмовив, він має намір контролювати клуб, через який зможе відмивати гроші. Джона знаходить труп койота і розрізає його, даючи своїм батькам привід для хвилювання. Вони зітхнули з полегшенням, коли виявили, що він просто вивчав стерв'ятників, які прийшли поїсти. Марті наймає Рут, щоб та проникнула в сейф «Лікеті Сплітс». Працюючи під прикриттям, Рой спостерігає за Марті в «Блю Кет» і виявляє інтерес до Расса Ленгмора, батька Ваятта і дядька Рут. Боббі Дін, власник «Лікеті Сплітс», арештований через план Рут, і Марті отримує доступ до сейфа. Він вносить заставу за Боббі і використовує інформацію зі сейфа, щоб змусити його продати клуб. Джейкоб і Дарлін Снелли показані як великі торговці героїну, для яких Боббі відмивав гроші. Вони вбивають Боббі, щоб помститися йому за втрату клуба, і щоб зберегти їхній наркобізнес в таємниці. Марті ділиться секретами бізнесу з Джоною, зокрема як зробити так, щоб нові гроші від наркобізнесу виглядали старими, щоб їх можна було змішати з грошима від законного бізнесу перед тим, як покласти їх на депозит у банк. |                    |                                                   |                 |                                                              |                         |
| 5 | 5                  | «Вирішальні дні» «Ruling Days»                    | Ендрю Бернштейн | Мартін Циммерман                                             | 21 липня 2017           |
| Тіло Боббі з’явилося на причалі Бьордів, що вони непереконливо пояснили як нещасний випадок. Побачивши копії документів про продаж стриптиз-клубу, шериф Нікс розуміє, що у нього немає доказів, що Бьорди мали мотив вбити Боббі, і тому не вживає подальших заходів. Джейкоб Снелл намагається переконати Марті відмивати гроші для нього у «Лікеті Сплітс». Марті бачить Мейсона Янга, місцевого пастора, який проводить недільні служби на човнах на озері, і розуміє, що будівництво церкви для Мейсона може дати змогу відмивати гроші. Марті просить Рут керувати стрип-клубом на вихідних четвертого липня, що призводить до того, що він наймає її менеджером на повний робочий день. Вона успішно керує клубом і наймає новий персонал, що призводить до того, що «Лікеті Сплітс» стає прибутковим. Рой продовжує використовувати Расса як гіда з рибальства, і намагається поцілувати його, спровокувавши бурхливу реакцію. Рут продовжує прислухатися до поради її ув’язненого батька Кейда, щоб дізнатися більше про те, як Марті відмиває гроші, і виявляє схованку, де він заховав 8 мільйонів доларів, які привіз із Чикаго. |                    |                                                   |                 |                                                              |                         |
| 6 | 6                  | «Книга Рут» «Book of Ruth»                        | Ендрю Бернштейн | Віт Андерсон                                                 | 21 липня 2017           |
| Снелли показують Марті їхню операцію і інформують його, що вони використовують церкву Мейсона на озері для розповсюдження героїну. Вони попереджають Марті зупинити будівництво церкви, а також погрожують вагітній дружині Мейсона Грейс, якщо Марті не переконає його відновити служби на човнах. Цілком ймовірно, Марті вкладеться у тримісячний термін, за який він повинен відмити 8 мільйонів доларів для картелю, і він разом із Венді тимчасово примиряється під час святкування. Під час сексу Марті навмисне нагадує їй про зв’язок із Шугарвудом, через що вона виявляє відео, яке зробив приватний детектив Марті. Шарлотта працює в «Блю Кет» і відмовляється від запрошення Ваятта прийти на «антитуристичну» вечірку, щоб побути разом із Заком, туристом із Чикаго. Вона втрачає цноту, але наступного дня Зак їде геть, не прощаючись, через що Ваятт каже їй, що туристи завжди йдуть, і що вона тепер «одна із нас» — постійний місцевий житель. Расс зізнається, що він гей і починає сексуальні стосунки з Роєм. Рут і Расс, яких намовляє Кейд, розробляють план вбивства Марті. Расс розповідає Рою, який секретно втручається. Венді і Марті усвідомлюють, що вміст передачі Деля — це попередження прискорювати відмивання грошей. Рейчел свариться з Марті через невідповідності у книзі «Блю Кет». |                    |                                                   |                 |                                                              |                         |
| 7 | 7                  | «Шпаківня» «Nest Box»                             | Еллен Курас     | Елісон Фелтес                                                | 21 липня 2017 року      |
| Мейсон не зупиняє будівництво церкви. Щоб відговорити Снеллів від його вбивства, Марті передає їм останні 700 тисяч доларів картелю. Марті каже Мейсону, що Снелли — наркоторговці, і хоче, щоб він відновив служби на озері. Снелли кажуть Мейсону, що Марті будував церкву, щоб відмивати гроші. Розуміючи, що заяви Марті про філантропію є неправдою, Мейсон спалює дотла каркас будівлі. Шарлотта і Джона починають навчатися, і вона є засмученою через змінені сімейні обставини. Після того, як вона пропускає заняття, щоб поїхати на автобусі в Чикаго, Рут і Венді наздоганяють і повертають її додому. Рой переконує Расса відкрити магазин наживок і риболовних снастей з Марті як інвестором. Рой також переконує Расса сказати, що він більше не буде брати участь у спробах вбити Марті. Кейд каже Рут більше не провідувати його допоки Марті не помре. Після повернення додому, Шарлотта йде на нічне плавання. Нехтуючи порадою Марті залишатися біля берега, вона запливає далеко в озеро. Після того, як Шарлотта майже дозволила собі потонути, вона торкається дна і усвідомлює, що вода не така глибока, як вона думала. Шарлотта із запамороченням повертається на берег, її депресія пройшла. |                    |                                                   |                 |                                                              |                         |
| 8 | 8                  | «Калейдоскоп» «Kaleidoscope»                      | Еллен Курас     | Раян Фарлі                                                   | 21 липня 2017           |
| Флешбек у 2007 рік показує Венді і Марті, які їдуть в автомобілі, коли вона повідомляє, що знову вагітна. Обговорюючи новини, вони потрапляють в аварію, через яку у Венді стається викидень з подальшим тривалим періодом депресії. Після народження дітей Венді безуспішно намагається повернутися на ринок праці. Як агент зі зв’язків із громадськістю для політичних кампаній, вона, як з’ясувалось, працювала у ранніх кампаніях Боббі Раша для Конгресу і кампаніях Барака Обами для Сенату Іллінойсу. Дель звертається до Марті і Брюса, щоб ті відмили гроші для картелю, і після перевірки його бухгалтерської книги вони відмовляються, але погоджуються переглянути рішення. Марті очікує, що Венді буде проти, але на його подив, вона схвалює цю ідею. Брюс і Марті погоджуються працювати на Деля, який вбиває на їхніх очах Луї — попереднього фінансового консультанта. Але Луї не тільки крав, про що здогадувався Дель і що підтвердив Марті, коли аналізував бухгалтерські книги, він ще й інформував Роя з ФБР. У Роя є постійний хлопець і формуюча кар’єра в ФБР, але у нього складні стосунки з його мамою, яка є залежною від героїну. Незадоволений тим, що ФБР наполегливо переслідує терористів замість наркоторговців, Рой планує іти своїм шляхом.                                              |                    |                                                   |                 |                                                              |                         |
| 9 | 9                  | «Чорна кава» «Coffee, Black»                      | Джейсон Бейтман | Віт Андерсон                                                 | 21 липня 2017           |
| Бадді навчив Джону стріляти, і після усвідомлення того, що бандит картелю слідкує за Бьордами, Джона просить Така купити йому гвинтівку. Марті і Венді раніше переконали маму Сема Євгенію вкласти свої заощадження в новий «інвестиційний фонд» Марті. Її 900 тисяч доларів заміняють 700 тисяч, які Марті заплатив Снеллам. З цими надходженнями він вчасно завершує відмивання 8 мільйонів доларів. Картель негайно доставляє ще 50 мільйонів — перші з 500 мільйонів, які Марті пообіцяв відмити. Євгенія помирає унаслідок нещасного випадку, і Сем хоче отримати доступ до її заощаджень, щоб заплатити за підготовку до її похорону. Натомість, Марті і Венді погоджуються добровільно заплатити і врешті-решт купують похоронне бюро. Рой розповідає Рассу, що їхні стосунки — це пастка, і що він записав зізнання Расса про те, що той намагався вбити Марті. Це змушує Расса стати інформатором проти Рут, яку Рой планує зробити інформатором проти Марті. Натомість, Расс і його брат Бойд планують пограбувати і вбити Бьорда, щоб профінансувати втечу. Рут підозрює, що Расс збирається вбити Марті. Коли вона зрозуміла, що її звинуватять, вона діє на випередження, вбиваючи Расса і Бойда у такий же спосіб, який вона раніше випробувала на Марті.                                                       |                    |                                                   |                 |                                                              |                         |
| 10 | 10                 | «Дзвін» «The Toll»                                | Джейсон Бейтман | Кріс Манді                                                   | 21 липня 2017           |
| Бьорди намагаються підтримати Ваятта і Трійку, але Ваятт підозрює, що Марті вбив Расса і Бойда. Совість Мейсона не дозволяє йому проповідувати на озері. Він прибуває додому і бачить, що Снелли помстилися: Грейс більше немає, але він знаходить новонароджену дитину. Марті вирішує, що це небезпечно, якщо його сім’я залишиться. Гарсія, бандит картелю, не дозволяє їм поїхати. Джона прокрадається, щоб дістати свою гвинтівку. Коли він намагається вистрілити в Гарсію, то виявляє, що Бадді розрядив її. Бадді тримає Гарсію на прицілі, в той час як Венді і діти йдуть геть, після чого стріляє в нього. Рейчел знаходить частину з 50 мільйонів доларів. Після короткої зустрічі з Делем, вона їде геть з грошима. Дель катує Марті, щоб дізнатись, де Гарсія. Марті пояснює картелю план: розповсюджувати героїн Снеллів, в той час як останні дозволять побудувати казино на їхній землі, щоб відмивати гроші картелю. Дель заінтригований і готовий забути про смерть Гарсії, якщо вони домовляться. Дель і Снелли погоджуються, але Дарлін застрелила Деля після того, як він обізвав її реднеком. Венді і діти вирішують залишитися і ризикувати разом із Марті, аніж тікати без нього. |                    |                                                   |                 |                                                              |                         |

### Другий сезон (2018)
| № серії (загалом) | № серії (в сезоні) | Назва серії                                            | Режисер(и)      | Сценарист(и)                  | Оригінальна дата виходу |
| --- | ------------------ | ------------------------------------------------------ | --------------- | ----------------------------- | ----------------------- |
| 11 | 1                  | «Компенсації» «Reparations»                            | Джейсон Бейтман | Кріс Манді                    | 31 серпня 2018          |
| Дарлін і Еш спалюють тіло Деля на фермі Снеллів. Марті і Джейкоб відправляють Еша в Чикаго на машині Деля з його кредитними картками, щоб зробити так, наче він був там, і що дозволяє їм стверджувати, що його не було в Озарку. Через відсутність Деля на переговорах, Марті і Снелли зустрічаються з Гелен Пірс, адвокатом картелю Наварро, щоб обговорити казино. Марті розмовляє із сенатором штату Броком Мерсером про можливість прийняття закону, який дозволяє будівництво казино. Мерсер побоюється і каже Марті піти до будинку на озері. Марті і Венді дізнаються, що це дім бізнесмена і політичного донора Чарлза Вілкса. Вони зустрічаються з ним, щоб переконати його підтримати закон. Гелен показує Бьордам відео, де Еш використовує кредитні картки Деля в Чикаго. Вона забуде про смерті Деля і Гарсії в обмін на компенсації від Снеллів, але не каже Марті, що саме її задовольнить. Через впертість Дарлін Снелли відмовляються пропонувати гроші, але Джейкоб розуміє, що за життя потрібно заплатити, тому він вбиває Еша, щоб врятувати Дарлін. Марті і Венді приховують правду від Шарлотти і Джони, але зізнаються одне одному, що смерть Еша задовольнила Наварро, і що це означає, що проект казино все ще живий. |                    |                                                        |                 |                               |                         |
| 12 | 2                  | «Дорогоцінна кров Ісуса» «The Precious Blood of Jesus» | Джейсон Бейтман | Девід Менсон                  | 31 серпня 2018          |
| Мафія Канзас-Сіті відправляє сенатору Мерсеру недвозначне повідомлення, що змушує Сенат штату сумніватися в підтримці законопроекту про казино. Марті використовує минулі стосунки Бадді з головою мафії Френком Косгроувом, щоб домовитися, що казино співпрацюватиме з профспілкою, що робить проект можливим. Венді відвідує молитовний сніданок, щоб добитися підтримки тих сенаторів, які сумніваються, і вдається до шантажу. Вілкс заграє до Венді — це його ціна за отримання голосу останнього сенатора, який утримується, але Венді відмовляє йому. Венді бачить Мейсона, який проповідує на вулицях Джефферсон-Сіті, з немовлям Зіком біля нього. Через проблеми з наркотиками і алкоголем Рейчел розбиває свою машину, через що Рой змушує її стати інформатором проти Марті і відправляє назад до «Блю Кет». Кейд умовно-достроково звільнений і відмовляється від роботи, яку Рут переконала Марті йому запропонувати. Марті дає Рут більше обов’язків, зокрема доручає їй гроші, щоб заплатити за покупку і переміщення річкового судна, де буде знаходитися казино. Дарлін шукає когось, кого можна любити і виховувати замість Еша, і просить Джейкоба всиновити дитину. Кейд грабує їдальню, щоб показати Рут, що він не змінився, і вимагає, щоб вона допомогла знайти гроші Марті.                                                                               |                    |                                                        |                 |                               |                         |
| 13 | 3                  | «Після того, як Ленгмор» «Once a Langmore...»          | Ендрю Бернштейн | Елісон Фелтес                 | 31 серпня 2018          |
| Законопроект про казино прийнятий, але сенатор Блейк здійснює самогубство. Бізнес Бьордів закритий державними інспекторами через наполягання Роя, в той час як Бьорди думають, хто наказав це зробити. Вілкс хоче отримати прилягаючу до казино землю для свого бізнесу в обмін на свою підтримку, але Снелли не продадуть більше землі. Снелли, Марті і Джона ідуть на полювання, щоб обговорити це питання, і Джона вбиває оленя. Снелли підпалюють човен Вілкса як попередження припинити тиснути на них. Венді відговорює вдову Блейка від подачі в суд на Вілкса за неправомірну смерть, обіцяючи зайнятися благодійністю на його честь. Рейчел намагається отримати докази проти Марті, а Рой використовує вкрадені наркотики, щоб тримати її під своїм контролем. Рут створює проблеми ремонтній майстерні човнів, де працює Кейд, що переконує власника продати її і дає Марті новий бізнес для відмивання. Шарлотта проводить час із Ваяттом, який продовжує роздумувати про смерті Расса і Бойда. Бьорди вечеряють у будинку Снеллів, щоб відсвяткувати їхню плідну співпрацю. Джона використовує свою половину з 10 тисяч доларів, які Шарлотта взяла, коли допомагала заховати 50 мільйонів доларів картелю, щоб відкрити банківський рахунок на ім’я Майкла Флемінга — псевдонім, який він дістав, коли Бьорди тікали після смерті Гарсії.                              |                    |                                                        |                 |                               |                         |
| 14 | 4                  | «Олень» «Stag»                                         | Ендрю Бернштейн | Раян Фарлі                    | 31 серпня 2018          |
| Підозри Ваятта про те, що Марті вбив Расса і Бойда, посилюються через зізнання Шарлотти, що Бьорди були на місці події. Рой тисне на Рейчел, щоб отримати корисну інформацію, і прикидається відвідувачем «Блю Кет». Рейчел займається сексом у туалеті з чоловіком із бара і називає його Марті, щоб роздратувати Роя, який відслідковує її передавач. Щоб відвести підозру Марті від себе, Рейчел припускає, що чоловік з «Блю Кет» (Рой) може бути поліцейським. Розсерджений Рой погрожує їй жорстоким завершенням, якщо вона не надасть доказів. Підкуп державного службовця з грального бізнесу, який планували Бьорди, закінчується після того, як Венді правильно підозрює, що тут є пастка. Венді намагається дати гроші Мейсону, але він сердито відмовляється. Марті мало приділяє уваги Рут через те, що вирішує інші проблеми. Тому вона довіряється Рейчел, яка використовує ці стосунки для того, щоб отримати докази для Роя. Він отримує ордер на обшук дому Бьордів, де вперше представляє себе Марті і Венді. Сем керує «Лікеті Сплітс» лише номінально тому, що Рут, як злочинець, не може бути пов’язаною з Марті під час державного розгляду заяви про казино. Здоров’я Бадді погіршується, і його госпіталізують, але він одужує після повернення додому. |                    |                                                        |                 |                               |                         |
| 15 | 5                  | «День гри» «Game Day»                                  | Філ Абрагам     | Пол Колсбі                    | 31 серпня 2018          |
| ФБР знаходить половину з 10 тисяч доларів Шарлотти, які вона взяла, а Рой приносить їх під час допиту Марті, сподіваючись, що той стане інформатором. Рой також повідомляє йому, що Рут намагалася вбити його таким же способом, як і її дядьків — проклавши проводку до причалу. Рой виставляє Рут інформатором, а Гелен запитує Бьордів, наскільки їй можна довіряти. Марті сумнівається, перед тим як сказати так, а потім мчить до Ленгморів, щоб попередити Рут. Та зізнається, що вона намагалася вбити Марті, але каже, що більше не пробуватиме це зробити, тому що обставини змінилися. Через це Марті поручається за неї перед Гелен, але помічники останньої катують Рут водою. Рут не ламається, і Гелен каже Марті, що вона вражена її силою волі. Марті нагадує Венді, що вона йому зрадила, а Шарлотта підслуховує це і розказує Джоні. Шарлотта і Джона обговорюють використання тих грошей, які у них залишилися, щоб купити фургон і поїхати геть. Гелен каже Снеллам спалити їхні маки, щоб Рой не знайшов жодних доказів, але Дарлін пручається. Венді приносить Дарлін інформацію про всиновлення, але насправді це пастка, щоб дати змогу Бадді отримати доступ до ферми Снеллів і спалити поле. |                    |                                                        |                 |                               |                         |
| 16 | 6                  | «Зовнішня тьма» «Outer Darkness»                       | Філ Абрагам     | Нін Чжоу                      | 31 серпня 2018          |
| Бадді помирає в автомобілі Венді, коли вони покидають ферму Снеллів, і Бьорди організовують ретельно продумані похорони. Джона використовує картотеку «Rolodex» Бадді, щоб зв’язатися з його друзями, і на службі присутній великий натовп, зокрема Френк і його партнери з Канзас-Сіті. Рой очолює обшук ферми Снеллів, а Джейкоб каже, що поле було сплановано підпалене. Рой усміхається, але дуже хоче знайти закопані кістки. Мейсон повертається, оскільки сподівається, що серед кісток знайдуть останки Грейс, і добровільно віддає Зіка на ДНК-тест. Марті і Снелли викопують декількох предків Снелла і використовують їхні останки, щоб замінити кістки, які знайшло ФБР, щоб збити з пантелику результати тестів, і що дозволяє Джейкобу заявляти, що влада осквернила древні місця поховання його сім’ї. Рой допитує Вілкса, який пропонує стати інформатором проти Марті в обмін на захист Венді, але вона відмовляється кинути свого чоловіка. Рут погоджується допомогти своєму батьку в його незаконній діяльності, оскільки вирішила, що робота з Марті не принесе довгострокової вигоди, на яку вона сподівалася. Марті обіцяє Рейчел, що після того, як казино буде схвалене, він поверне їй «Блю Кет». Вона цілує Марті, щоб він не розкрив більше інформації, а потім показує, що вона носить прослушку.                                                       |                    |                                                        |                 |                               |                         |
| 17 | 7                  | «Єдиний шлях» «One Way Out»                            | Алік Сахаров    | Мартін Циммерман              | 31 серпня 2018          |
| Марті хоче, щоб Рейчел продовжувала працювати в «Блю Кет», і використати її, щоб дезінформувати Роя. Венді підозрює про стосунки Марті і Рейчел. Поліція забирає Зіка під державну опіку, що змусило Мейсона викрасти Венді і тримати її у підвалі свого дому, і вимагати допомогу Марті, щоб повернути Зіка назад. Кейд і Рут намагаються вкрасти FLIR-систему з дорогого човна і продати її покупцю з чорного ринку. Власник несподівано є вдома, що змушує їх тікати з порожніми руками. Рут каже Кейду, що вона вірить, що гроші картелю, які є в Марті, можуть бути заховані в похоронному бюро, і вона погоджується допомогти йому їх вкрасти. Марті і Вілксу вдається забрати Зіка з-під державної опіки. Марті приводить Зіка до Мейсона, але врешті-решт вбиває останнього під час суперечки. Марті і Венді прибирають підвал дому Мейсона, і спалюють його тіло в похоронному бюро. Після цього вони забирають Зіка додому як можливу прийомну дитину. Бьорди використовують немовля, щоб допомогти представити привабливий образ сім’ї під час інтерв’ю, яке організоване представником зі зв’язків із громадськістю, щоб створити позитивний репортаж про проект казино. |                    |                                                        |                 |                               |                         |
| 18 | 8                  | «Вічний сон» «The Big Sleep»                           | Алік Сахаров    | Девід Менсон                  | 31 серпня 2018          |
| Через те, що Рой більше не дає Рейчел наркотики, вона купує героїн і передозовується. Героїн, який розповсюджує картель Наварро, є змішаним з фентанілом, а численні передозування ведуть до Снеллів. Дарлін зробила це, щоб помститися картелю за його наполегливість спалити макове поле. Картель влаштовує засідку на Снеллів. Рут і Кейд вдираються у похоронне бюро, але не знаходять гроші. Ваятт відраховується зі школи за допомогу Джоні під час шкільної бійки, але Марті вдається скасувати це рішення, і тому шанси Ваятта на вступ до університету Міссурі зберігаються. Шарлотта краде дорогу книгу для Ваятта, від якої він відмовляється, і пояснює це тим, що є різниця в покаранні, коли звинувачується Ленгмор замість когось такого, як вона. Венді використовує мережу для відмивання грошей, яку створив Джона, щоб зробити пожертву на благодійний фонд Вілкса. Коли вона повідомляє йому, що він отримав гроші картелю, Вілкс розуміє, що його шантажують, щоб він продовжував підтримувати проект казино. Марті дізнається, що мама Роя є наркоманкою і робить так, що партнер картелю постачає їй наркотики. Рой повертається додому, щоб дбати про неї, і це дозволяє Марті відправити Рейчел до Маямі для лікування наркозалежності. Після того, як Шарлотта купує фургон і живе в ньому, вона повідомляє своїм батькам про своє бажання емансипуватися. |                    |                                                        |                 |                               |                         |
| 19 | 9                  | «Борсук» «The Badger»                                  | Бен Семанофф    | Пол Колсбі і Мартін Циммерман | 31 серпня 2018          |
| Шарлотта наймає адвоката для її справи про емансипацію. Снелли виживають після засідки, але Джейкоб поранений. Марті і Гелен повідомляють Джейкобу, що уряд має законні права конфіскувати землю для казино, якщо Снелли не продадуть її. Джейкоб погоджується і вирішує вбити свою дружину, щоб зберегти мир. Коли на ранковій прогулянці він підходить до Дарлін, щоб зарізати її, то раптово падає. Вона каже йому, що здогадалася про його наміри і отруїла його каву, і після цього вони клянуться одне одному в коханні перед тим, як він помирає. Вілкс домовляється про зустріч Бьордів із членами комісії з грального бізнесу, голова якої вимагає безпрофспілкової співпраці в обмін на його підтримку. Марті погоджується, хоч і розуміє, що це розізлить Френка. Казино затверджено, і Марті починає планувати втечу своєї сім’ї до Австралії, а бізнес картелю залишити Рут, яка на це погоджується. Кейд і Ваятт грабують «Лікеті Сплітс», але Рут не упізнає їх шерифу, і намагається знайти і повернути гроші. Ваятт прийнятий до коледжу, але він не впевнений, чи вступати. Рут повна рішучості відправити його, щоб вберегти від кримінального життя. |                    |                                                        |                 |                               |                         |
| 20 | 10                 | «Золотий берег» «The Gold Coast»                       | Аманда Марсаліс | Кріс Манді                    | 31 серпня 2018          |
| Рой повертається, щоб закінчити невирішену справу перед його переведенням у Чикаго. Він іде на рибалку, де свариться із Кейдом, який вбиває Роя і топить його тіло. Дарлін хоче Зіка, і голить голову Джони як попередження, що змушує Бьордів віддати їй немовля. Марті розповідає Рут деталі про бізнес картелю, зокрема, де знаходяться 50 мільйонів доларів картелю — у мавзолеї Бадді, що є підготовкою до від’їзду його сім’ї. Розуміючи, що його упізнали, коли він ховав машину Роя, Кейд планує тікати перед тим, як його заарештують. Щоб отримати гроші, він намагається шантажувати Рут, погрожуючи розказати Ваятту, що вона вбила Расса і Бойда. Натомість, Рут сама розповідає Ваятту всю правду, який у відчаї їде геть. Розсерджена на те, що Кейд напав на Шарлотту, щоб отримати гроші Марті, Венді пропонує йому 500 тисяч доларів, щоб він покинув місто. Він забирає гроші і їде геть, але виявляється, що ця виплата — пастка, і Нельсон вбиває його із засідки. На церемонії відкриття казино Гелен каже Бьордам, що вона повертається у Чикаго. Венді каже Марті, що їхня сім’я не тікатиме у Голд-Кост, тому що найбезпечніше залишитися. Френк підриває офіс Марті як попередження, що проблему з профспілкою треба вирішити. |                    |                                                        |                 |                               |                         |

### Третій сезон (2020)
| № серії (загалом) | № серії (в сезоні) | Назва серії                                        | Режисер(и)      | Сценарист(и)     | Оригінальна дата виходу |
| --- | ------------------ | -------------------------------------------------- | --------------- | ---------------- | ----------------------- |
| 21 | 1                  | «Воєнний час» «Wartime»                            | Джейсон Бейтман | Кріс Манді       | 27 березня 2020         |
| Картель Наварро залучений у війну картелів у Мексиці. Марті і Рут керують діяльністю казино «Міссурі Белль», а Венді і Шарлотта займаються зв’язками із громадськістю. Джона заробляє гроші через онлайн ігри. Шарлотта наполягає на тому, щоб Марті і Венді відвідували сімейну терапію, але Марті таємно платить психотерапевту за фіктивні сеанси. Венді пропонує картелю Наварро розширити бізнес через законні підприємства, але Марті вважає, що план занадто ризикований. Картель катує Гелен водою, щоб дізнатися, чи знає її колишній чоловік Джин що-небудь компрометуюче про неї. Гелен наполягає, що ні, і тому її звільняють. Після відвідування групи нових матерів, Дарлін ріже шину автомобіля іншої мами. Ваятт вдирається в порожні будинки, щоб там проживати, і відмовляється від грошей, які дає Рут. Він заарештований і відмовляється від грошей для застави, які пропонує Рут. Дарлін підслуховує, вносить заставу за Ваятта, і наймає його на свою ферму. Шарлотта дає Джоні дрона, якого він планує використати, щоб покращити охорону дому Бьордів. Марті придумує новий метод відмивання грошей, щоб обійти контроль ФБР. Венді і Гелен зустрічаються з Наварро у Чикаго, і він схвалює план розширення Венді. Рут викидає Френка Косгроува-молодшого за борт через те, що він став некерованим під час гри в покер на «Міссурі Белль». Венді руйнує старий дім сім’ї Бьордів. |                    |                                                    |                 |                  |                         |
| 22 | 2                  | «Громадянський союз» «Civil Union»                 | Джейсон Бейтман | Мартін Циммерман | 27 березня 2020         |
| Бен — брат Венді — навчає учнів, але ті починають ділитися цифровою фотографією, через що він кидає їхні телефони у дереводробарку, а після цього б’ється з її оператором. Марті і Рут просять вибачення перед Френком-старшим за те, що вона напала на Френка-молодшого і, щоб помиритись, погоджуються збільшити його відсоток від прибутку казино. Гелен і її дочка Ерин переїжджають в Озарк на літо, але Джин наполягає на тому, щоб їхній син Сет залишався з ним. Марті і Венді роблять пропозицію Карлу та Аніті Кнарлсонам щодо їхнього казино «Біг Мадді» в Сент-Джозефі, але Марті таємно переконує Карла відмовитися. Бен прибуває з тривалим візитом. Марті платить Френку-старшому за пожежу, яка закриває конкурентів Кнарлсонів, що змушує Аніту відхилити нову пропозицію Гелен і Венді. Наварро дзвонить Венді щоб запитати, чи був нещасний випадок з його покоївкою поганим знаком, і цінить, коли вона його заспокоює. Дарлін розмовляє з мертвим Джейкобом про те, як вона розізлилася після зустрічі з Венді, а Ваятт зізнається, що він деколи говорить з його мертвим батьком. Рут і Венді настроюють ігрові автомати в «Біг Мадді» для постійних виплат, через що Кнарлсони продають казино. Гелен робить так, що Джина побили. Тревор повідомляє Марті, що ФБР проведе аудит всього його бізнесу.                                                                               |                    |                                                    |                 |                  |                         |
| 23 | 3                  | «Кевін Кронін був тут» «Kevin Cronin Was Here»     | Шерін Дабіс     | Мікі Джонсон     | 27 березня 2020         |
| Венді мріє про вбивство Марті. Кнарлсони відмовляються продати свій готель. План Марті і Рут відмивати через казино «Біг Мадді» закінчується, тому що Венді закриває його на ремонт. Френк-старший розповідає Венді, що Марті організував пожежу. Гелен каже Марті, що Наварро не хоче використовувати «Біг Мадді» для відмивання. Венді каже Карлу, що він повинен отримати згоду Аніти на продаж будь-яким необхідним способом. Гелен питає Рут, чи може вона керувати «Міссурі Белль» без Марті. Рут каже так, а потім розповідає Марті про розмову. Карл і Аніта сперечаються, і вона розбивається на смерть. Марті працює над домовленістю з РЕО Спідвеґоном відмити через них гроші, коли ті виступають у казино. Венді провокує Дарлін вдарити її, що призводить до слухання про опіку над Зіком. Агент ФБР Мая Міллер пропонує Марті угоду, яка передбачає вісімнадцять місяців ув’язнення з його подальшою роботою на ФБР. Тревор ідентифікує Томмі як одного з підпалювачів казино, і отримує його згоду співпрацювати. Марті використовує програму моніторингу, коли Венді дзвонить Наварро, щоб повідомити про покупку готелю. Наварро каже їй, що їхній зв’язок скомпрометований. Марті каже Маї, що він погоджується. Агенти картелю захоплюють Марті і зривають переслідування Рут і Бена.                                                                                                  |                    |                                                    |                 |                  |                         |
| 24 | 4                  | «Війна босів» «Boss Fight»                         | Шерін Дабіс     | Джон Шибан       | 27 березня 2020         |
| Марті привозять у дім Наварро в Мексиці. Бен каже Венді, що Марті викрали. Венді розказує Бену правду про те, на кого вони працюють. Бен розповідає Шарлотті і Джоні правду про те, де знаходиться Марті. Гелен дізнається від Мендоси, що Наварро перевіряє їх щоб побачити, чи можуть вони відмивати без Марті. Будучи позбавленим сну в камері, у Марті спливають дитячі спогади про смерть свого батька в лікарняній палаті. Наварро питає Марті, чому він шпигує за Венді. Марті зізнається, що він її боїться. Наварро каже, що захоплюється Венді, тому що вона має чітке уявлення про свою мету — «вона хоче все». Рут створює команду з відмивання грошей в «Міссурі Белль», до складу якої входить Бен. Шарлотта зізнається Гелен, що вона знає про злочинну діяльність її батьків. Гелен попереджає її не розповідати Ерин. Рут виявляє, що один з їхніх рахунків заморожений через підозрілу діяльність. Марті показує Наварро, як повернути контроль над ним. У відповідь на часте запитання Наварро «Чого ти хочеш?» Марті нарешті каже, що він хоче відмивати лише тоді, коли сам вирішить, що це безпечно. Він запевняє Наварро, що скомпрометує і переманить на свій бік агента ФБР. Він також хоче, щоб Наварро йому подякував. Автомобіль картелю повертає Марті в дім сім’ї Бьордів.                                                                                                   |                    |                                                    |                 |                  |                         |
| 25 | 5                  | «Це прийшло із Мічоакану» «It Came From Michoacán» | Аманда Марсаліс | Лора Ділі        | 27 березня 2020         |
| Венді розповідає Марті про команду з відмивання грошей, яку створила Рут. Щоб поступово відмовлятися від цього плану, Венді просить Сема навмисно програти велику суму грошей у казино і отримати компенсацію готівкою. Рут каже Френку-молодшому перестати позичати гроші, тому що план Марті передбачає збільшення кредитних ліній для клієнтів. Наварро доручає Венді і Марті купити кінну ферму в Кентуккі. Ерин наполягає на тому, щоб побачити Томмі — підлеглого Косгроува, який допоміг підпалити казино. Він впізнає ім’я Гелен і шпигує в домі Бьордів. Підлеглі Косгроува передають Рут готівку Наварро, зачиняють її у вантажівці, і везуть її так, щоб вона отримала пошкодження. Ваятт бреше на слуханні про опіку, через що Зік залишається у Дарлін. Венді отримує інформацію про Маю, яка описує її як непідкупну, але Марті бачить шанс. Дарлін і Ваятт вступають у статеві стосунки. Дарлін відновлює свій героїновий бізнес. Венді просить Сью, психотерапевта Бьордів, допомогти схилити Марті погоджуватися з нею. Бен посипає на автомобіль Френка-молодшого пташиний корм, і зграя птахів спричиняє значний збиток. Гелен дає Марті інформацію про клієнта, яку він використовує, щоб переманити Маю. Агенти Наварро на кінній фермі каструють призового жеребця, який належить ворогу Наварро — Лагунасу. Марті вдає, що співпрацює з Маєю.                                       |                    |                                                    |                 |                  |                         |
| 26 | 6                  | «Твій дім — мій дім» «Su Casa Es Mi Casa»          | Бен Семанофф    | Пол Колсбі       | 27 березня 2020         |
| Марті і Венді розкривають подробиці їхньої незаконної діяльності під час сеансу психотерапії. Марті переїжджає. Дарлін каже Гелен, що вона відновлює свій героїновий бізнес. Ерин наполягає на тому, щоб побачити Томмі, і вечірка в ізольованій бухті закінчується арештом Джони, Шарлотти і Ерин. Гелен і Венді сперечаються про відповідальність за дії Ерин. Томмі доповідає Тревору про свої спроби отримати докази проти Бьордів. Рут і Бен проводять ніч разом, і через свою неспроможність зайнятися сексом він більше не приймає свої ліки від біполярного розладу. Венді планує створити благодійний фонд. Дарлін і Ваятт намагаються найняти Трійку, щоб той наглядав за її маками. Трійка розповідає Рут про спосіб життя Дарлін і Ваятта. Ваятт каже Рут, що він це не припинятиме. За Марті слідкують, через що Бьорди проводять ніч у своїй їдальні, а агенти Наварро їх охороняють. Наступного дня Гелен повідомляє, що автомобілі, які слідкували за Марті, направляються в Чикаго. Бен і Джона використовують дрон останнього, щоб спостерігати за Рут під час наступної передачі їй готівки людьми Косгроува. Ті ж самі автомобілі швидко наближаються, про що Бен попереджає Рут, яка ховається якраз перед їхнім прибуттям. Люди з автомобілів розстрілюють підлеглих Френка-молодшого, а потім підривають його вантажівку.                                                           |                    |                                                    |                 |                  |                         |
| 27 | 7                  | «В екстреному випадку» «In Case of Emergency»      | Алік Сахаров    | Нін Чжоу         | 27 березня 2020         |
| Тревор і Мая допитують Рут, яка спростовує інформацію про те, що їй щось відомо про вибух вантажівки і вбивства. Марті каже Френку-старшому, що напад здійснив картель Лагунас. Тревор і Мая звинувачують Марті в організації нападу, тому що він знав, що Томмі був інформатором, але Марті це заперечує. Френк-молодший каже Рут, що Тревор і Мая звинуватили її в нападі, але Рут це спростовує. Венді переконує Наварро, що план Бьордів розширити його бізнес через законні підприємства залишається в силі. Після того, як Мая запитує Сема про його програші, він дзвонить Марті, який обіцяє вберегти його від неприємностей. Френк-молодший нападає на Рут, яку госпіталізують, через що Марті припиняє співпрацю з Френком-старшим. Ерин відмовляється від пропозиції своєї мами повернутися в Чикаго. Визнаваючи, що він політично амбітний, Венді дає Ендрю Вейду інформацію про клієнта Гелен, яку Мая відмовилася отримати. Ваятт розповідає Дарлін, що Рут вбила Расса і Бойда, а вона зізнається, що вбила Джейкоба. Гелен стурбована тим, що Сью відомо про Бьордів, і тому каже Нельсону вбити її, а також вилучити файли Бьордів з її записів. Рут каже Марті і Венді, що вона хоче, щоб Френка-молодшого вбили, але Марті відмовляється. Ваятт провідує Рут вдома, і звинувачує Бьордів у всіх бідах Ленгморів.                                                                        |                    |                                                    |                 |                  |                         |
| 28 | 8                  | «Найкращий друг» «BFF»                             | Алік Сахаров    | Джон Шибан       | 27 березня 2020         |
| Сью немає вдома і Марті розуміє, що її вбили. Ерин, Шарлотта і Джона виконують громадські роботи. Гелен підтверджує Венді, що Сью мертва і каже, що вона втомилася підчищати за Бьордами. Марті дає Маї інформацію про ще одне фінансове шахрайство, але вона відмовляється її отримати. Венді дає сенатору Вейду інформацію, від якої відмовилася Мая. Вейд передає її відповідальному спеціальному агенту Клей, яка критикує відмову Маї і наказує їй повернутися у Вашингтон, округ Колумбія, коли термін дії її ордера закінчиться. Бен проїжджає в автомобілі Рут повз охоронців транспортної компанії, щоб добратися до Френка-молодшого, але з'являються декілька працівників, які змушують його поспішно відступати. Після цього він напивається в барі і нападає на іншого відвідувача. Бен конфліктує з Марті і Венді на вечірці щодо благодійного фонду, б’є Марті і потрапляє в державну психіатричну лікарню. Рут провідує Бена, який каже їй що зрозумів, що Венді вбила Кейда. Гелен каже Наварро, що Венді і Марті — тягар, а той каже їй робити те, що вона вважає найкращим. Дарлін переконує Нікса відпустити Бена в обмін на те, що його помічники не будуть брати участь в її наркобізнесі. Бен їде до будинку Гелен, де він конфліктує з нею та Ерин. |                    |                                                    |                 |                  |                         |
| 29 | 9                  | «Вогняно-рожевий» «Fire Pink»                      | Алік Сахаров    | Мікі Джонсон     | 27 березня 2020         |
| Після конфлікту з Гелен і Ерин, Бен веде тривалий, незв'язний монолог в таксі. Марті приїжджає до Рут і питає її про звільнення Бена. Бен прибуває і зізнається, що їздив до Гелен. Рут ховає Бена у Дарлін. Ерин конфліктує з Шарлоттою і Джоною і ті зізнаються, що Бен має рацію. Ерин каже Гелен, що знає правду про її роботу, і повертається в Чикаго. Усвідомлюючи, що вони в небезпеці через те, що Бен викрив Гелен її дочці, Марті і Венді планують довести Наварро, що вони більш цінні для нього, ніж Гелен. Бен покидає Дарлін, щоб сказати Рут, що він її кохає. Нельсон переслідує його в казино, через що Марті виводить Бена через боковий вихід. Після цього Венді вивозить його за межі міста. Нельсон їде вслід за Рут до її дому, а вона питає його про вбивство Кейда. Бен викликає поліцію, але Венді переконує офіцерів відпустити їх. Бен дзвонить Гелен, щоб вибачитися, а Венді перериває розмову перед тим, як Гелен дізнається його місцезнаходження. Марті робить так, що прибуток казино раптово збільшується, що дає Маї привід залишитися у місті і продовжити аудит Бьордів. Венді кидає Бена в ресторані, а потім в розпачі дзвонить до Марті. Бен бачить, як прибуває Нельсон. |                    |                                                    |                 |                  |                         |
| 30 | 10                 | «Ва-банк» «All In»                                 | Алік Сахаров    | Кріс Манді       | 27 березня 2020         |
| Нельсон, Марті і Рут спалюють тіло Бена в похоронному бюро. Члени картелю Лагунас здійснюють напад на людей Наварро під час хрещення його сина. Гелен повідомляє Наварро, що хоче взяти на себе управління бізнесом Бьордів. Мая арештовує Сема за підозрою у відмиванні грошей. Рут і Венді сперечаються щодо того, хто винен у смертях Бена і Кейда. Рут звільняється. Венді зізнається, що вона зробила дзвінок і повідомила про місцезнаходження Бена. Марті підбадьорює і погоджується з її планом довести Наварро їхню цінність. Венді пропонує закінчити війну картелів. Для цього Марті надає Маї фотографії з відеозапису дрона Джони, які доводять, що картель Лагунас був на території США і дозволяють уряду відправити війська за ними. Дарлін мстить Френку-молодшому за Рут, стріляючи в нього, а після цього зустрічається із Френком-старшим і, як жест примирення, пропонує співпрацювати. Джона наводить зброю на Гелен і питає її про смерть Бена, але вона переконує його не стріляти. Мая каже Марті, що Тревор дав Гелен копію його зізнання, яке він раніше зробив для неї. Наварро хоче, щоб Венді, Марті і Гелен прибули на друге хрещення його сина. Після прибуття Нельсон вбиває Гелен, а Наварро обіймає Бьордів і каже, що це новий початок. |                    |                                                    |                 |                  |                         |

### Четвертий сезон (2022)
| Частина 1 |    |                                                                      |                 |                                     |                |
| 31 | 1  | «Початок кінця» «The Beginning of the End»                           | Ендрю Бернштейн | Кріс Манді                          | 21 січня 2022  |
| У флешфорварді Бьорди у своїй машині обговорюють майбутню зустріч з ФБР. В цей момент їх ледь не збиває вантажівка, яка виїхала назустріч, але автомобіль Бьордів перевертається і вилітає з траси. В теперішньому часі гості Наварро насолоджуються його вечіркою, поки Марті і Венді змивають кров Гелен у ванній. На вечірці Наварро каже їм, що їх вважають знаменитостями, оскільки вони переконали ФБР діяти проти картелю Лагунас. Також Наварро знайомить їх зі своїм племінником Хаві, який питає Бьордів, як вони планують переконати Дарлін припинити продаж героїну; Марті і Венді стверджують, що вони діють обережно через зв’язок Дарлін із шерифом Ніксом. У розмові з Бьордами Наварро каже, що Хаві хоче стати новим лідером картелю і вб’є їх всіх, якщо відчує його слабкість. Наварро просить їх укласти угоду з ФБР, яка гарантуватиме йому імунітет до арешту, дасть змогу подорожувати до США і дозволить покинути його бізнес. Рут пропонує Джоні відмивати для неї гроші — той погоджується. Приватний детектив Мел Саттем намагається знайти Гелен, щоб та підписала документи, які пов’язані з її розлученням. На прохання Саттема Нікс приїжджає до будинку Гелен, де зустрічає Хаві. Останній вбиває Нікса, а потім відвозить тіло до Бьордів, щоб ті позбулися його в своєму крематорії.           |    |                                                                      |                 |                                     |                |
| 32 | 2  | «І нехай обертається цей прекрасний світ» «Let the Great World Spin» | Ендрю Бернштейн | Лора Ділі                           | 21 січня 2022  |
| Мая народжує сина і йде в декретну відпустку. Нікса тимчасово заміняє Лі Герреро, шериф сусіднього округу. Хаві наказує Марті прибрати дім Гелен, щоб знищити докази смерті Нікса. В цей момент до будинку приїжджає Герреро і починає допитувати Марті, а сам Хаві ховається. Бьорди домовляються про продаж героїну фармацевтичній компанії з Чикаго, яка хоче скоротити витрати на сировину в обмін на пожертвування їхньому благодійному фонду. Венді має намір розширити вплив Бьордів, використовуючи фонд для фальсифікації виборів і підкупу політиків. Рут стає діловим партнером Дарлін і домовляється з Керрі, відомим шеф-кухарем і клієнтом казино, щоб той переконав своїх друзів використовувати героїн Дарлін. Але самій Дарлін не подобається ідея продавати її героїн як «гіпстерський» продукт, і тому вона відмовляється від угоди з Керрі. Венді конфліктує з Рут щодо праху Бена. Оскільки Нікс більше не може забезпечити захист для Френка Косгроува-старшого, той відмовляється розповсюджувати героїн Дарлін. Марті і Венді дізнаються, що Джона погодився відмивати гроші для Рут. Мая погоджується на зустріч із Омаром Наварро. |    |                                                                      |                 |                                     |                |
| 33 | 3  | «Гонитва за поживою» «City on the Make»                              | Ендрю Бернштейн | Мартін Циммерман                    | 21 січня 2022  |
| Мая зустрічається з Наварро на його літаку. Вона пояснює йому, що він повинен відсидіти термін в тюрмі, а також надати багато інформації ФБР, щоб вони уклали з ним угоду. Венді відключає електрику в підвалі їхнього будинку, де Джона відмиває гроші для Рут. Через це він перевозить необхідне обладнання до мотелю, який придбала Рут, де продовжує працювати на неї. Рут таки реалізовує свій план щодо розповсюдження героїну Дарлін через Керрі, але їй нічого не каже. Коли Дарлін про це дізнається, вона злиться, але зрештою заспокоюється, оскільки бачить, яку суму грошей Рут вдалося заробити. Шарлотта зустрічається з Ерин в Чикаго, де повідомляє їй, що Гелен мертва, а також переконує зберігати мовчання. Марті зустрічається з Клер Шоу, головою фармацевтичної компанії, щоб надати їй зразок героїну, який вона планує купувати у Наварро, але прибуває Хаві, щоб взяти участь в зустрічі. Венді намагається переконати сенатора Шейфера, колишнього політичного опонента, приєднатися до правління фондом Бьордів. Марті дізнається від Хаві про майбутню поставку зброї. За спиною в останнього Марті переконує Наварро повідомити Маю про цю поставку, щоб ФБР її перехопило, і, таким чином, це зміцнить її довіру до них. Під час вечері з Бьордами Хаві телефонують і кажуть, що зброю перехопили. |    |                                                                      |                 |                                     |                |
| 34 | 4  | «Невезіння» «Ace Deuce»                                              | Алік Сахаров    | Джон Шибан                          | 21 січня 2022  |
| На пресконференції Венді оголошує про майбутнє будівництво реабілітаційних центрів для наркоманів, яке фінансуватиме фонд Бьордів, а також, щоб їй співчували, заявляє, що Бен зник безвісти через його наркозалежність. Рут наймає Сема менеджером свого мотелю. Доставляючи партію героїну компанії Шоу, Хаві каже Марті, що ФБР недавно вже втретє перехопило поставку. Керрі зі своїми друзями, а також Рут, відвідують казино. У Керрі виникає передозування, але Рут вдається його врятувати. Після цього вона розмовляє із Дарлін, переконує, що історія з передозуванням не приведе до неї, але розлючена Дарлін вбиває водія Керрі після того, як він спробував її шантажувати. Мел відвідує батька Венді і Бена у Північній Кароліні, який каже, що Бен не є наркозалежним. Шериф Герреро розпитує Рут про передозування Керрі. Згодом вона також ставить питання щодо цього Бьордам, і Венді натякає їй, щоб та приглянулася до Рут і Дарлін. Керрі припиняє співпрацю з Рут. Хаві отримує поліцейське відео, де бачить Маю, яка присутня під час перехоплення. Марті каже, що це збіг, але Хаві відмовляється продавати наркотики Шоу, поки кріт з картелю не буде знайдений. Через це Марті каже Рут, що готовий купити весь героїн Дарлін.                                                                          |    |                                                                      |                 |                                     |                |
| 35 | 5  | «Правдоподібне пояснення» «Ellie»                                    | Алік Сахаров    | Пол Колсбі                          | 21 січня 2022  |
| Сенатор протягує оливкову гілку, проте має умову. Рут і Марті похапцем скуповують наркотики Дарлін. Шарлотт розмірковує про життя після школи. |    |                                                                      |                 |                                     |                |
| 36 | 6  | «Кров понад усе» «Sangre Sobre Todo»                                 | Робін Райт      | Майкл М. Чанг і Джед Рапп Голдштейн | 21 січня 2022  |
| Марті має переконати Омара, що не причетний до вибуху. Венді відвідує мотель «Лейзі-О», тоді як Рут і Ваєтт готують план. |    |                                                                      |                 |                                     |                |
| 37 | 7  | «Освячений» «Sanctified»                                             | Робін Райт      | Мікі Джонсон                        | 21 січня 2022  |
| Настає довгоочікувана зустріч ФБР з Омаром. Ваєтт повідомляє Рут новину. Хаві навісніє через зраду. |    |                                                                      |                 |                                     |                |
| Частина 2 |    |                                                                      |                 |                                     |                |
| 38 | 8  | «Маленька смерть» «The Cousin of Death»                              | Аманда Марсаліс | Кріс Манді                          | 29 квітня 2022 |
| Спустошена трагічною втратою Рут їде до Чикаго, щоб помститися. Марті намагається переконати її не робити того, про що вона може пошкодувати. |    |                                                                      |                 |                                     |                |
| 39 | 9  | «Вибери бога й молися» «Pick a God and Pray»                         | Аманда Марсаліс | Лаура Ділі                          | 29 квітня 2022 |
| Угоду з ФБР розірвано, тож Берди відчайдушно шукають способи розв’язання своїх проблем, яких тільки більшає. До міста приїжджає батько Венді. |    |                                                                      |                 |                                     |                |
| 40 | 10 | «Ти — бос» «You're the Boss»                                         | Мелісса Хіккі   | Джон Шиба                           | 29 квітня 2022 |
| Марті їде до маєтку Наварро, Рут прохає Френка-молодшого про послугу, новий виконувач обов’язків шерифа завдає всім клопоту, а Венді намагається повернути Джима в гру. |    |                                                                      |                 |                                     |                |
| 41 | 11 | «Усе ще живий» «Pound of Flesh and Still Kickin'»                    | Лора Лінні      | Нін Чжоу                            | 29 квітня 2022 |
| За допомогою знайомої Рут намагається захопити казино. Венді намагається зблизитися із сестрою Омара та влаштовує зустріч із Клер. |    |                                                                      |                 |                                     |                |
| 42 | 12 | «У каламутній воді» «Trouble The Water»                              | Аманда Марсаліс | Пол Колсбі, Мартін Ціммерман        | 29 квітня 2022 |
| Нейтан робить Шарлотт і Джоні несподівану пропозицію, чим гніває Венді. Рут намагається стерти своє минуле за допомогою Чарльза Вілкса. |    |                                                                      |                 |                                     |                |
| 43 | 13 | «Бруд» «Mud»                                                         | Аманда Марсаліс | Мікі Джонсон                        | 29 квітня 2022 |
| Омар змушує Марті відмивати більше грошей, але Рут не хоче робити це через своє казино. Венді вдається до крайнощів, щоб залишитися з дітьми. |    |                                                                      |                 |                                     |                |
| 44 | 14 | «Важкий шлях» «A Hard Way to Go»                                     | Джейсон Бейтман | Кріс Манді                          | 29 квітня 2022 |
| Усі відчайдушні угоди. Усі порушені обіцянки. Усі криваві вбивства. У прагненні залишити своє темне минуле позаду, Берди востаннє намагаються отримати свободу. |    |                                                                      |                 |                                     |                |